# Tomy
Tomy Company, Ltd. (株式会社タカラトミー Kabushikigaisha takaratomī?,  Takara Tomy) är ett japanskt underhållningsföretag som gör barnleksaker och varor. Det skapades från en fusion den 1 mars 2006 av två företag: Tomy och långvarig rival Takara (grundad 1955)